# Phrynoidis juxtaspera
Espèce
Synonymes
- Bufo juxtasper Inger, 1964

Statut de conservation UICN

 LC  : Préoccupation mineure
Phrynoidis juxtaspera est une espèce d'amphibiens de la famille des Bufonidae.

## Répartition
Cette espèce se rencontre en dessous de 1 600 m d'altitude, :
- en Malaisie orientale ;
- au Brunei ;
- en Indonésie au Kalimantan et à Sumatra.

## Description

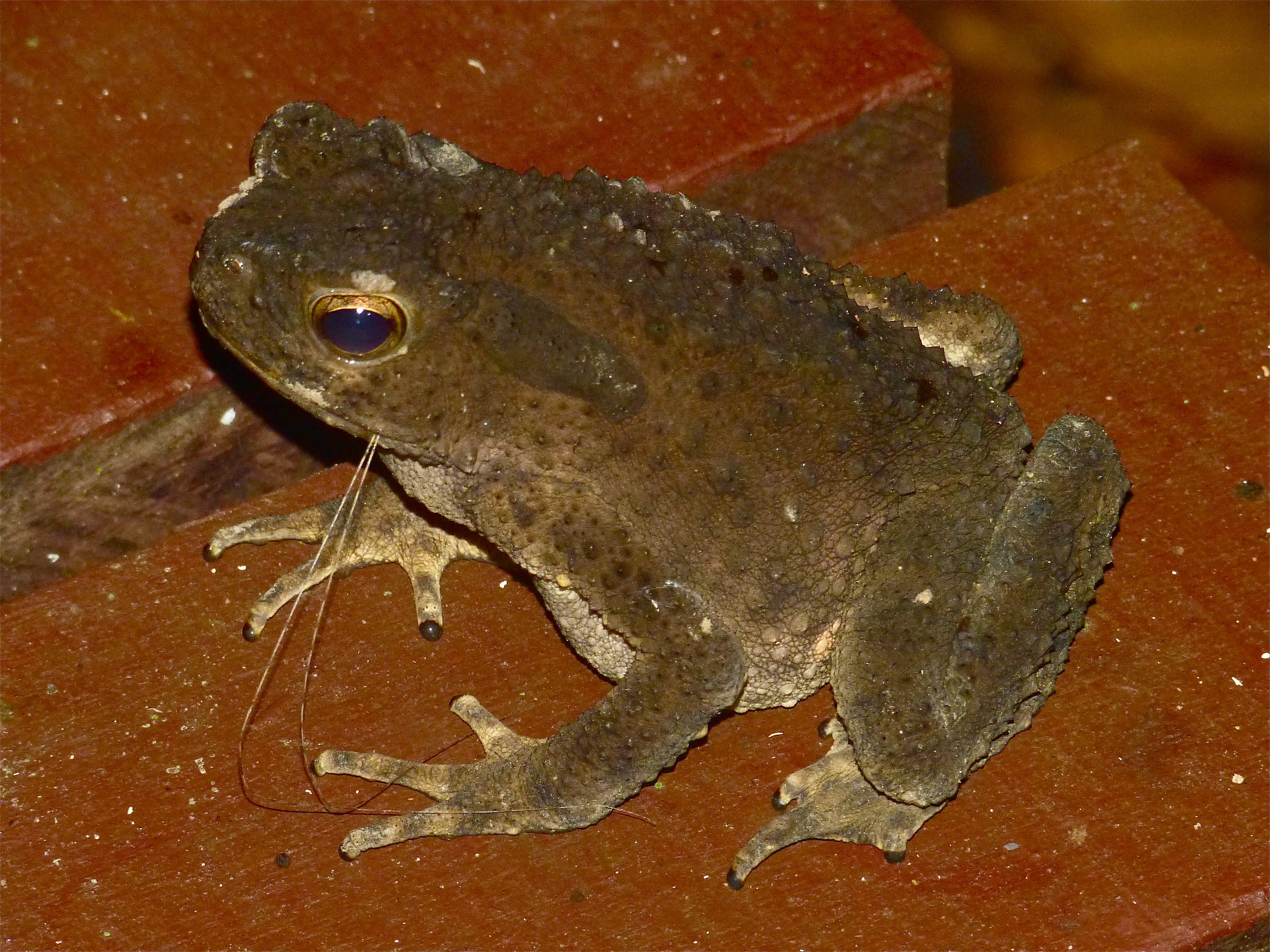
Phrynoidis juxtaspera
(Parc national du Kinabalu, Malaisie)

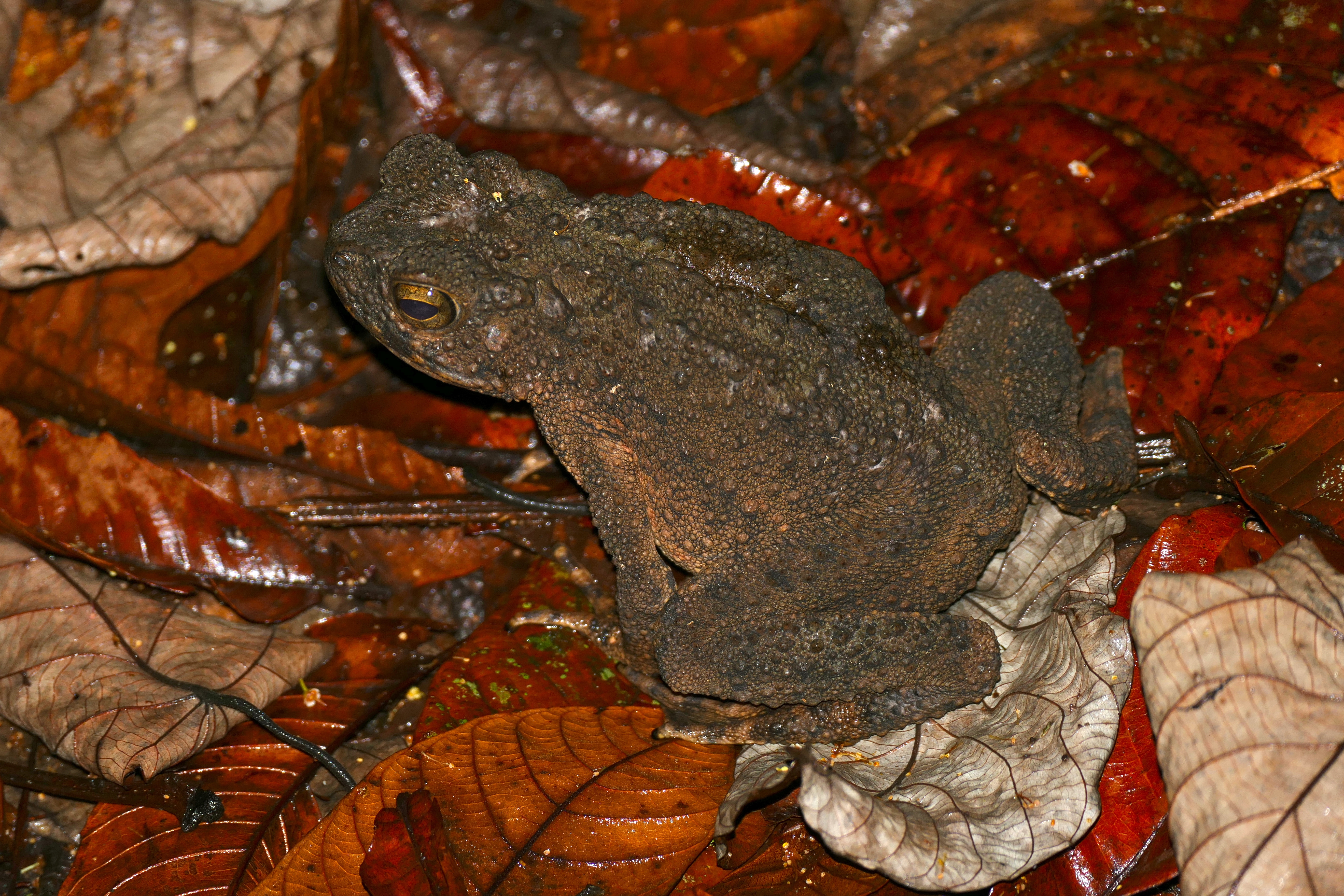
Phrynoidis juxtaspera
(Parc national du Kinabalu, Malaisie)

La femelle holotype mesure 170 mm.

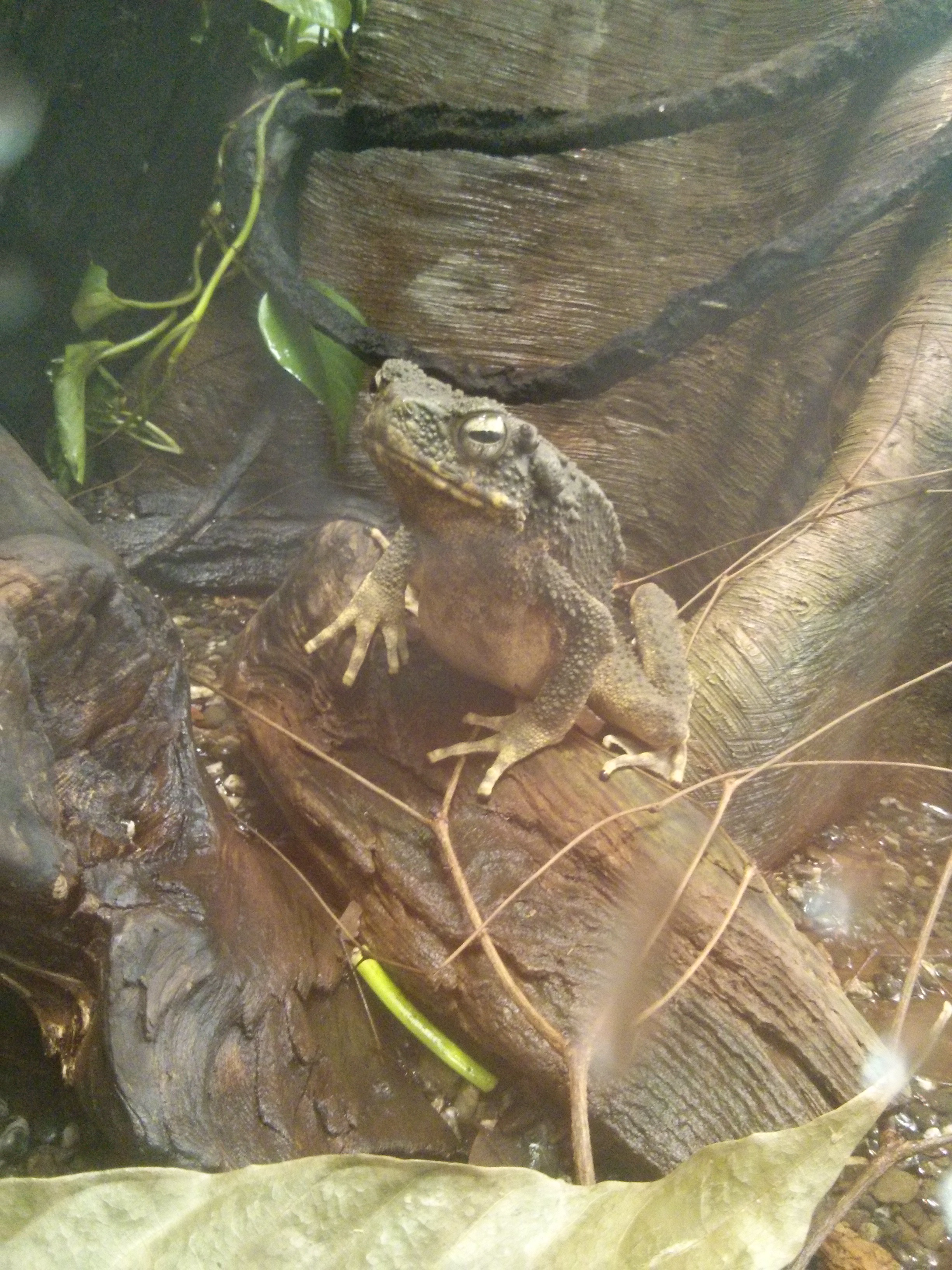
Phrynoidis juxtaspera

## Publication originale
- Inger, 1964 : Two new species of frogs from Borneo. Fieldiana, Zoology, vol. 44, no 20, p. 151-159 (texte intégral).